# Anzelma
Anzelma (znane też w formie Selma) – żeński odpowiednik imienia Anzelm. W niektórych krajach jako zdrobnienie od tego imienia funkcjonuje forma Selma.
Anzelma imieniny obchodzi 21 kwietnia
Znane osoby o imieniu Anzelma:
- Selma Blair – aktorka
- Selma Lagerlöf – szwedzka pisarka, noblistka